# Hogan's Heroes
Hogan's Heroes (cu sensul de Eroii lui Hogan) este un sitcom american care a avut 168 de episoade, transmise în premieră în perioada 17 septembrie 1965 - 28 martie 1971 în rețeaua CBS. 
Acțiunea serialului are loc într-o tabără de prizonieri din Germania nazistă în timpul celui de-al doilea război mondial, similar ca în filmul Stalag 17. Bob Crane este Colonelul Robert E. Hogan, cel care conduce o echipă internațională de prizonieri Aliați. Werner Klemperer este Colonelul Wilhelm Klink, comandantul lagărului de prizonieri, iar John Banner este sergentul-paznicul Hans Schultz.
Serialul a fost foarte popular de-a lungul celor șase sezoane ale sale. În 2013, creatorii serialului, Bernard Fein (prin averea sa) și Albert S. Ruddy au dobândit drepturile de autor de la Mark Cuban pentru o continuare și un film bazat pe acest serial a fost planificat.